# Germanium-68
Germanium-68 of 68Ge is een onstabiele radioactieve isotoop van germanium, een metalloïde. De isotoop komt van nature niet op Aarde voor.
Germanium-68 ontstaat onder meer bij het radioactief verval van arseen-68 en seleen-69.

## Radioactief verval
Germanium-68 vervalt door elektronenvangst tot de radio-isotoop gallium-68:
{\displaystyle {\ce {{^{68}_{32}Ge}+{e^{-}}->{^{68}_{31}Ga}+{\nu }_{e}}}}
De halveringstijd bedraagt bijna 271 dagen.

## Toepassingen
Germanium-68 wordt gebruikt om in situ gallium-68 te vormen, dat gebruikt wordt in de positronemissietomografie. Dit omdat de halveringstijd van germanium-68 een stuk groter is dan die van gallium-68 (iets meer dan 1 uur). Germanium-68 zit daarbij op een kolom van titanium(IV)oxide, aluminiumoxide of tin(IV)oxide, de zogenaamde germanium-gallium-generator, en wordt met behulp van zoutzuur geëlueerd. Dit proces wordt ook wel melken genoemd.
58Ge · 59Ge · 60Ge · 61Ge · 62Ge · 63Ge · 64Ge · 65Ge · 66Ge · 67Ge · 67m1Ge · 67m2Ge · 68Ge · 69Ge · 69m1Ge · 69m2Ge · 70Ge · 71Ge · 71mGe · 72Ge · 72mGe · 73Ge · 73m1Ge · 73m2Ge · 74Ge · 75Ge · 75m1Ge · 75m2Ge · 76Ge · 77Ge · 77mGe · 78Ge · 79Ge · 79mGe · 80Ge · 81Ge · 81mGe · 82Ge · 83Ge · 84Ge · 85Ge · 86Ge · 87Ge · 88Ge · 89Ge · 90Ge